# Суровка (Татарстан)
Суровка — деревня в Тукаевском районе Татарстана. Входит в состав Новотроицкого сельского поселения.

## Топоним
Название от фамилии первого поселенца этой деревни — Суров.

## География
Находится в северо-восточной части Татарстана на расстоянии менее 2 км на юго-восток от южной границы районного центра города Набережные Челны у речки Челна.

## История
Первое упоминание о деревне Суровка было в 1643 году. Основана в 1-й половине XVIII в. До 1860-х гг. жители относились к категории удельных (до 1797 г. — дворцовых) крестьян. Занимались земледелием, разведением скота. В период Крестьянской войны 1773-75 гг. 14 чел. из деревни Суровка были мобилизованы в войско Е. И. Пугачёва. По сведениям 1870 г., здесь было 3 водяная мельницы.

## Население
Постоянных жителей было: в 1795 году — 410, в 1870—786, в 1897—848, в 1913—970, в 1920—872, в 1926—756, в 1938—667, в 1949—310, в 1958—232, в 1970—207, в 1979—247, в 1989—195, 264 в 2002 году (русские 60 %, татары 38 %), 385 в 2010.